# Каріньєна
Каріньєна (ісп. Cariñena) — муніципалітет в Іспанії, у складі автономної спільноти Арагон, у провінції Сарагоса. Населення — 3725 осіб (2010).
Муніципалітет розташований на відстані близько 230 км на північний схід від Мадрида, 44 км на південний захід від Сарагоси.

## Демографія
Динаміка населення (INE ):